# San Juan de Yapacaní
San Juan de Yapacaní ist eine Kleinstadt im Departamento Santa Cruz im südamerikanischen Anden-Staat Bolivien.

## Lage im Nahraum
San Juan de Yapacaní ist zentraler Ort des Landkreises (bolivianisch: Municipio) San Juan de Yapacaní in der Provinz Ichilo. Die Stadt liegt auf einer Höhe von 288 m am rechten Ufer des Río Yapacaní, fünfzehn Kilometer unterhalb der Mündung des Río Surutú.

## Geographie
San Juan de Yapacani liegt östlich vorgelagert der bolivianischen Cordillera Oriental am Rande des bolivianischen Tieflandes.
Die Jahresdurchschnittstemperatur der Region liegt bei etwa 24 °C (siehe Klimadiagramm Santa Fe de Yapacaní) und schwankt nur unwesentlich zwischen knapp 21 °C im Juni und Juli und gut 26 °C von November bis Januar. Der Jahresniederschlag beträgt etwa 1800 mm, bei Monatsniederschlägen zwischen 60 mm im Juli und durchschnittlichen Höchstwerten von 200 bis 300 mm in den Sommermonaten von Dezember bis Februar.

## Verkehrsnetz
Südöstlich von San Juan de Yapacaní in einer Entfernung von 133 Straßenkilometern liegt Santa Cruz, die Hauptstadt des Departamentos.
Von San Juan führt eine unbefestigte Landstraße über 13 Kilometer in südlicher Richtung bis Santa Fe de Yapacaní, das an der 1.657 Kilometer langen Fernstraße Ruta 4 liegt, die von Tambo Quemado an der chilenischen Grenze in West-Ost-Richtung das gesamte Land durchquert und nach Puerto Suárez an der brasilianischen Grenze führt. Von Santa Fe aus sind es in östlicher Richtung 15 Kilometer bis Buena Vista, weitere 48 Kilometer bis Guabirá bei Montero, und noch einmal 57 Kilometer in südlicher Richtung bis Santa Cruz.

## Bevölkerung
Die Einwohnerzahl der Stadt ist in den vergangenen beiden Jahrzehnten auf mehr als das Doppelte angestiegen:
| Jahr | Einwohner | Quelle       |
| ---- | --------- | ------------ |
| 1992 | 2 344     | Volkszählung |
| 2001 | 5 236     | Volkszählung |
| 2012 | 5 401     | Volkszählung |
| 2024 |           | Volkszählung |

San Juan entstand als Kolonie japanischer Einwanderer. Aufgrund der Mitte des 20. Jahrhunderts erfolgten Zuwanderung aus dem Altiplano weist die Region einen gewissen Anteil an Quechua-Bevölkerung auf, im Municipio San Juan de Yapacaní sprechen 25,8 Prozent der Bevölkerung die Quechua-Sprache. 